# Arzberg, Nordsachsen
Arzberg là một thị xã thuộc huyện Nordsachsen, trong bang tự do Sachsen, Đức và là đô thị cực bắc của bang Sachsen. Đô thị này có diện tích 58,23 ki lô mét vuông, dân số cuối năm 2006 là 2243 người.